# Cosmic Kiss
Cosmic Kiss (baiser cosmique) est le nom de la mission spatiale de l'astronaute allemand Matthias Maurer. Celui-ci séjourne à bord de la station spatiale internationale (ISS) dans le cadre de l'expédition 66, de novembre 2021 à avril 2022.

## Symboles
Il est courant que les astronautes de l'ESA aient une devise individuelle pour leur mission. Matthias Maurer dont c'est le premier vol spatial a choisi ce nom comme une « déclaration d'amour pour l'espace ». Dans le mot kiss figure l'abréviation ISS.
L'emblème de la mission s'inspire du disque céleste de Nebra, disque de bronze datant de -1600 av. J.-C. trouvé en Allemagne en 1999, qui serait la plus ancienne représentation astronomique découverte à ce jour.
Le groupe musical allemand BigCityBeats a créé en 2021 un morceau instrumental, Space Symphony, qui est la bande-son officielle de cette mission.

## Mission

### Préparation
En juillet 2015, Matthias Maurer a été intégré officiellement au corps européen des astronautes (classe d'astronautes 2009) par l'Agence spatiale européenne (ESA).
Durant l'été 2020, il s'est entraîné avec Thomas Pesquet au Lyndon B. Johnson Space Center. Il devait être son remplaçant pour la mission Alpha.
Le 14 décembre 2020, il a été annoncé qu'il partirait dans l'espace dans le cadre de l'expédition 66 de l'ISS pour un séjour de longue durée d'environ six mois. Il s'agit du premier vol spatial de Maurer et du deuxième au cours duquel un astronaute de l'ESA se rendra à l'ISS à bord d'un Crew Dragon. Il succède à Thomas Pesquet.

### Décollage
Après plusieurs reports dus aux conditions météorologiques, la mission SpaceX Crew-3 a été lancée avec succès vers l'ISS le 11 novembre 2021, avec à bord, trois astronautes américains Raja Chari, Thomas Marshburn, Kayla Barron, et l'européen Matthias Maurer.

### Objectifs
Selon l'ESA, Matthias Maurer doit superviser plus de 35 expériences européennes et internationales, notamment sur des questions médicales et de science des matériaux. Certaines de ces expériences ont pour objectif de préparer des voyages habités sur la Lune et Mars.